# Clematis sibirica
Clematis sibirica är en ranunkelväxtart som först beskrevs av Carl von Linné, och fick sitt nu gällande namn av Philip Miller. Clematis sibirica ingår i släktet klematisar, och familjen ranunkelväxter. Utöver nominatformen finns också underarten C. s. ochotensis.

## Bildgalleri

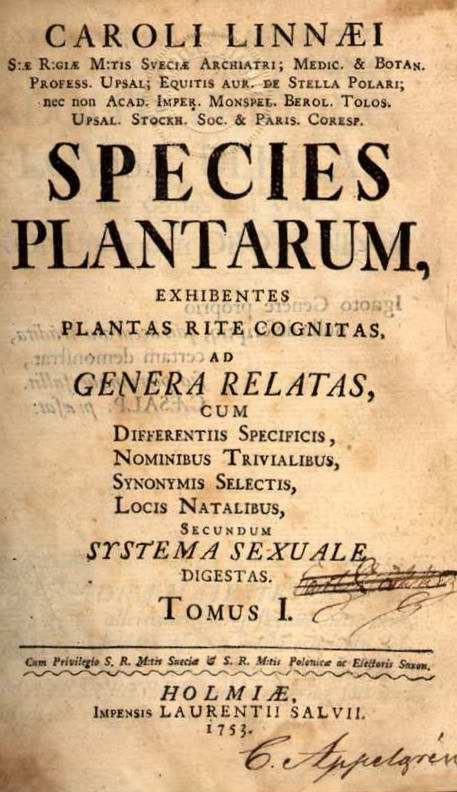